# Herrarnas dubbelsculler i rodd vid olympiska sommarspelen 1996
Herrarnas dubbelsculler i rodd vid olympiska sommarspelen 1996 avgjordes mellan den 21 och 27 juli 1996.

## Medaljörer
| Gren          | Guld                                        | Silver                                        | Brons                                    |
| Dubbelsculler | Agostino Abbagnale och Davide Tizzano (ITA) | Steffen Skår Størseth och Kjetil Undset (NOR) | Frédéric Kowal och Samuel Barathay (FRA) |

## Resultat

### A-final
| Placering | Roddare                                   | Land      | Tid     |
| --------- | ----------------------------------------- | --------- | ------- |
| 1         | Agostino Abbagnale och Davide Tizzano     | Italien   | 6:16,98 |
| 2         | Steffen Skår Størseth och Kjetil Undset   | Norge     | 6:18,42 |
| 3         | Frédéric Kowal och Samuel Barathay        | Frankrike | 6:19,85 |
| 4         | Lars Christensen och Martin Haldbo Hansen | Danmark   | 6:24,77 |
| 5         | Arnold Jonke och Christoph Zerbst         | Österrike | 6:25,17 |
| 6         | Sebastian Mayer och Roland Opfer          | Tyskland  | 6:29,32 |